# 西本りみ
西本 りみ（にしもと りみ、1994年10月25日 - ）は、日本の声優、女優。響所属。兵庫県出身。

## 来歴
小学生の時にテレビアニメ『ミルモでポン!』を観て、声優という職業を知り、声優になればアニメの中に入ることができるのだと感じたことで声優を目指したと語っている。
2013年4月27日に開催された公開オーディション『ミルキィホームズ シスターズ メンバースカウトオーディション決勝大会』に出場、落選したものの（グランプリは後にPoppin'Partyで一緒となる伊藤彩沙）、ブシロード代表の木谷高明に強い印象を残していた。
2014年頃、木谷が『BanG Dream!』の企画開始に当たり、キャスティングを検討していたところ、ミルキィホームズのオーディションでギター演奏を披露していた西本の姿を思い出し、木谷自ら家族も含めて説得し、デビューが決定した。当時、西本はピアノ、ギター、ベースの経験があったが、役の担当楽器であるベースは本格的に習ったことはなかった。そのため、レッスンを受け、フォームや弦の抑え方を直したと語っている。
2015年4月18日、『BanG Dream!』のライブイベント『1st Live「春、バンド始めました!」』にてPoppin'Partyのメンバー・牛込りみ役として出演、同年4月21日に尾崎由香と共に響への所属が正式発表される。
2016年、アニメ『ラクエンロジック』の枠内で放送されたミニアニメ『私たち、らくろじ部!』園咲うんね役でテレビアニメ初出演。
2017年からは舞台にも積極的に出演、2018年10月上演の『あたしをくらえ。』（完全Wキャスト形式、team Bウィルス）では、ロメロ役として、舞台初主演を飾る。
2023年11月4日、バセドウ病であることを公表。身体に過度に負荷のかかる運動を控えるため、出演イベントの一部内容変更や舞台出演のキャンセルなど、活動のセーブが行われることを明らかにした。バセドウ病に関しては、10年前に一度発病し治療の後、症状が落ち着いていたものの再発したという。
2025年4月22日、持病の影響により、出演を予定していた舞台『アサルトリリィ・シュツルム　サングリーズル編』への出演を見合わせることを発表した。

## 人物
- 大学1年次に秘書技能検定2級、色彩検定、Microsoft Office SpecialistのWord、Excelの資格を取得している[16]。
- 自分の性格を一言で言うなら、生真面目だと語っている[5]。
- 特技は歌・節約・パソコン、エルモの声真似、趣味はお昼寝・チョコレート・楽器[1][5]。怖いものは苦手である[5]。
- 好きな食べ物はチョコレート、生クリーム、肉、メープルシロップであり、特にチョコレートではキットカットが一番好きだと語っていた[17]が、2025年には今は一番ではないと語っている。ちなみに今一番好きなのはグミ。[18]
- 1歳の誕生日に届いたというしまじろうのパペットを宝物のように大事にしている[19]。
- 好きなアーティストはコブクロで毎年ライブに参加していると語っている[19]。

## 出演
太字はメインキャラクター。

### テレビアニメ
2016年
- 私たち、らくろじ部！（園咲うんね）

2017年
- BanG Dream!（2017年 - 2022年、牛込りみ） - 3シリーズ + 1作品
- ひなろじ〜from Luck & Logic〜（アモル）

2018年
- フューチャーカード 神バディファイト（2018年 - 2019年、未門晴、マジックベーシスト アサギ）
- BanG Dream! ガルパ☆ピコ（2018年 - 2022年、牛込りみ） - 3シリーズ

2019年
- バミューダトライアングル 〜カラフル・パストラーレ〜（アネシュカ）

2020年
- りばあす（若宮千春、アニメイト店員）
- アサルトリリィ BOUQUET（二川二水）

2021年
- D_CIDE TRAUMEREI THE ANIMATION（前島友美）
- 進化の実〜知らないうちに勝ち組人生〜（2021年 - 2023年、ルルネ） - 2シリーズ

2023年
- BanG Dream! It's MyGO!!!!!（牛込りみ）

### 劇場アニメ
- BanG Dream! FILM LIVE / 2nd Stage（2019年 - 2021年、牛込りみ[31][32]） - 2作品
- 劇場版 BanG Dream! Episode of Roselia I・II（2021年、牛込りみ） - 2部作
- 劇場版 BanG Dream! ぽっぴん'どりーむ!（2022年、牛込りみ[33]）

### Webアニメ
- アサルトリリィ ふるーつ（2021年、二川二水[34]）

### ゲーム
2016年
- 幻獣姫（フローラ）

2017年
- バンドリ！ガールズバンドパーティ！（2017年 - 2023年、牛込りみ）

2018年
- ひめがみ絵巻（砂かけ童子）
- トリプルモンスターズ（エシャ・アイエンガー）

2019年
- ブラウンダスト（カレア）

2020年
- キングダムオブヒーロー（シェイド）
- 少女☆歌劇 レヴュースタァライト -Re LIVE-（牛込りみ）

2021年
- アサルトリリィ Last Bullet（2021年 - 2023年、二川二水）

### テレビ番組
※はインターネット配信。
- 尾崎由香・西本りみの『ツッコミ不足』（2018年 - 、SHOWROOM※）[41]
- エイトレイドチャンネル広報番組（2018年 - 、＆CAST!!!※）[42]
- 西本りみの「おりみさんち。」(2019年 - 2023年、ニコニコ生放送) [43]
- 西本りみの『にしもROCK』への道（2024年 - 、ニコニコチャンネルプラス） [44]

### ラジオ
※はインターネット配信。
- BanG Dream! RADIO!!!!!（2015年 - 2016年、HiBiKi Radio Station※・ラジオ大阪）[45]
- バンドリ！ポッピンラジオ！（2016年 - 、HiBiKi Radio Station※・ラジオ大阪）
- TS ONE UNITED 〜西本りみのチョコっとおりみさん〜（2018年 - 、TS ONE UNITED※）[46]

### ドラマ
- きらめけ!VIVACIOU DASH♡奮闘編（2017年 - 2018年、チバテレ）[47]

### 舞台
2017年
- Produce team Office54 朗読劇「学園デスパネル」（8月11日、座・高円寺2）出版 役
- Dreamcreation presents りーでぃんぐ ぱーてぃー（10月1日、池袋GEKIBA）
- 勇者セイヤンの物語（仮）（11月8日 - 10日、CBGKシブゲキ!!）キャメロン 役

2018年
- 舞台「23区女子-Survive-」（2月21日 - 26日、座・高円寺2）千代田区 役
- 初等教育ロイヤル（4月4日 - 8日、シアターサンモール）6年生 橋本さん 役
- ゴリラ〜GORILLA〜（4月19日）日替わりゲスト・サラ 役
- 勇者セイヤンの物語〜ノストラダム男の大予言〜（7月25日 - 29日、CBGKシブゲキ!!）ディプラデニア 役
- アサルトリリィ×私立ルドビコ女学院 白きレジスタンス〜約束の行方〜（9月21日 - 27日、シアターグリーン BIG TREE THEATER）一之宮・ミカエラ・日葵 役
- あたしをくらえ。（10月17日 - 21日、新宿村LIVE）主演・ロメロ 役（team Bウィルス）

2019年
- 舞台版「魔法少女（？）マジカルジャシリカ♡アニメ版なんてありません♡」（4月10日 - 14日、CBGKシブゲキ!!）マジカル・イーエガー 役
- 第十回全校集会『初等教育ロイヤル』（5月29日 - 6月2日、全労済ホール／スペース・ゼロ、6月20日 - 23日、ABCホール）3番橋本さん 役
- アサルトリリィ×私立ルドビコ女学院「白きレジスタンス〜真実の刃（やいば）〜」（11月29日 - 12月3日、新宿村LIVE）一之宮・ミカエラ・日葵 役

2020年
- アサルトリリィ League of Gardens（1月9日 - 15日、新宿FACE）二川二水 役
- アサルトリリィ The Fateful Gift（9月3日 - 13日、東京建物 Brillia HALL）二川二水 役

2022年
- アサルトリリィ Lost Memories（1月20日 - 30日、サンシャイン劇場）二川二水 役
- アサルトリリィ×私立ルドビコ女学院「白きレジスタンス～約束の行方～」（6月30日 - 7月6日、こくみん共済 coop ホール）

2023年
- 舞台 D4DJ「有栖川学院文化祭 LIVE STAGE」（4月30日 - 5月7日、飛行船シアター）- 庶務 役

2024年
- 朗読劇「夢から醒めない夢を見よ。」（9月11日、シアター・アルファ東京）

2025年
- 舞台「アサルトリリィ・シュツルム」～サングリーズル編～（2025年4月25日 - 30日、かめありリリオホール）二川二水 役

### その他コンテンツ
- ブシモ 九州三国志「吸収してやる編」「肉まん編」「付き合うなら編」（CM実写出演）[65]
- コミック版 BanG Dream!（2020年、牛込りみ[66]）
- なでしこ童話「オズの魔法使い」（2021年、西の魔女[67]）

## ディスコグラフィ

### キャラクターソング
| 発売日  | 商品名                                                                               | 歌 | 楽曲                                                                | 備考                                                       |
| 2017年  | 2017年                                                                               | 2017年                                                                                                 | 2017年                                                              | 2017年                                                     |
| ------- | ------------------------------------------------------------------------------------ | --- | ------------------------------------------------------------------- | ---------------------------------------------------------- |
| 6月21日 | TVアニメ「BanG Dream!」キャラクターソング Vol.3 牛込りみ「チョコレイトの低音レシピ」 | 牛込りみ（西本りみ）                                                                                   | 「チョコレイトの低音レシピ」 「Yes! BanG_Dream! 〜Acoustic Ver.〜」 | テレビアニメ『BanG Dream!』関連曲                          |
| 2018年  |                                                                                      | |                                                                     |                                                            |
| 3月28日 | ワクワクが止まらないw                                                                | ピンクスプラウト                                                                                       | 「ワクワクが止まらないw」 「せーの DE ドッカーン！」                | ゲーム『トリプルモンスターズ』関連曲                       |
| 2020年  |                                                                                      | |                                                                     |                                                            |
| 7月3日  | Reバース GO!                                                                         | 鶏とナスの三ツ星シチュー                                                                               | 「Reバース GO!」                                                    | テレビアニメ『りばあす』エンディングテーマ                 |
| 7月3日  | Reバース GO! Go Go しちゅー's                                                        | 若宮千春（西本りみ）                                                                                   | 「Reバース GO!」                                                    | テレビアニメ『りばあす』関連曲                             |
| 2021年  |                                                                                      | |                                                                     |                                                            |
| 1月27日 | アサルトリリィ BOUQUET BD第1巻特典CD                                                 | 一柳隊                                                                                                 | 「Edel Lilie」                                                      | テレビアニメ『アサルトリリィ BOUQUET』エンディングテーマ   |
| 2月19日 | 笑顔でGo Go Go!!!                                                                    | Go Go しちゅー's!                                                                                      | 「笑顔でGo Go Go!!!」                                               | テレビアニメ『りばあす』エンディングテーマ                 |
| 2月24日 | アサルトリリィ BOUQUET BD第2巻特典CD                                                 | 楓・J・ヌーベル（井澤美香子）、二川二水（西本りみ）、ミリアム・ヒルデガルド・v・グロピウス（高橋花林） | 「リリィ♡リリィ♡GOGOリリィ♡」                                       | テレビアニメ『アサルトリリィ BOUQUET』関連曲               |
| 3月24日 | アサルトリリィ BOUQUET BD第3巻特典CD                                                 | 一柳隊                                                                                                 | 「GROWING*」                                                        | テレビアニメ『アサルトリリィ BOUQUET』エンディングテーマ   |
| 4月28日 | アサルトリリィ BOUQUET BD第4巻特典CD                                                 | 一柳隊                                                                                                 | 「君の手を離さない ～BOUQUET Ver.～」                               | テレビアニメ『アサルトリリィ BOUQUET』挿入歌               |
| 5月26日 | 舞台「アサルトリリィ League of Gardens / アサルトリリィ The Fateful Gift」 BD特典CD  | 一柳隊                                                                                                 | 「繋がり」                                                          | 舞台『アサルトリリィ League of Gardens』オープニングテーマ |
| 5月26日 | 舞台「アサルトリリィ League of Gardens / アサルトリリィ The Fateful Gift」 BD特典CD  | 一柳隊                                                                                                 | 「大切を数えよう」                                                  | 舞台『アサルトリリィ League of Gardens』エンディングテーマ |
| 5月26日 | 舞台「アサルトリリィ League of Gardens / アサルトリリィ The Fateful Gift」 BD特典CD  | 一柳隊、ルド女選抜、御台場選抜、相模女子選抜、ヘルヴォル、御前（佃井皆美）                             | 「君の手を離さない」                                                | 舞台『アサルトリリィ The Fateful Gift』オープニングテーマ  |
| 9月8日  | Edel Lilie（Last Bullet MIX） 一柳隊Ver.                                             | 一柳隊                                                                                                 | 「OVERFLOW」                                                        | ゲーム『アサルトリリィ Last Bullet』関連曲                 |
| 2022年  |                                                                                      | |                                                                     |                                                            |
| 2月9日  | Neunt Praeludium（Last Bullet MIX） 一柳隊ver.                                       | 一柳隊                                                                                                 | 「蕾の中の奇跡」                                                    | ゲーム『アサルトリリィ Last Bullet』関連曲                 |
| 2月9日  | Neunt Praeludium（Last Bullet MIX） 一柳隊ver.                                       | 一柳隊                                                                                                 | 「想い出が溢れてる」                                                | 舞台『アサルトリリィ Lost Memories』テーマソング           |
| 2月9日  | Neunt Praeludium（Last Bullet MIX）Blu-ray付生産限定盤                               | アサルトリリィ Last Bullet                                                                             | 「蕾の中の奇跡」                                                    | ゲーム『アサルトリリィ Last Bullet』関連曲                 |
| 8月3日  | Cherish                                                                              | 一柳隊                                                                                                 | 「Neunt Praeludium」 「Edel Lilie」                                 | 『アサルトリリィ』関連曲                                   |
| 8月3日  | Cherish                                                                              | 二川二水（西本りみ）                                                                                   | 「マッシブ！」                                                      | 『アサルトリリィ』関連曲                                   |
| 2023年  |                                                                                      | |                                                                     |                                                            |
| 11月8日 | トウメイダイアリー/Wish Drop                                                         | 一柳隊                                                                                                 | 「トウメイダイアリー」                                              | ゲーム『アサルトリリィ Last Bullet』2周年テーマ曲          |
| 2024年  |                                                                                      | |                                                                     |                                                            |
| 2月7日  | 運命のトリニティ                                                                     | 一柳隊 with 早川弥宏（大西亜玖璃）・富永真（小泉萌香）                                                 | 「Adabana」                                                         | ゲーム『アサルトリリィ Last Bullet』関連曲                 |
| 2月7日  | 運命のトリニティ                                                                     | 一柳隊                                                                                                 | 「Adabana（一柳隊ver.） 」                                          | ゲーム『アサルトリリィ Last Bullet』関連曲                 |
| 2025年  |                                                                                      | |                                                                     |                                                            |
| 1月22日 | CONSTELLAT10N                                                                        | 一柳隊 with 一柳結梨（伊藤美来）                                                                       | 「CONSTELLAT10N」                                                   | ゲーム『アサルトリリィ Last Bullet』関連曲                 |